# Chevallier (Mondkrater)
Chevallier ist ein Einschlagkrater auf der nordöstlichen Mondvorderseite.
Er liegt nördlich des Kraters Shuckburgh, östlich von Atlas und südwestlich des Lacus Temporis.
Sein Inneres ist, von dem großen Nebenkrater Chevallier B abgesehen, weitgehend eben. Der Kraterwall ist sehr stark erodiert.
| Buchstabe | Position           | Durchmesser | Link |
| --------- | ------------------ | ----------- | ---- |
| B         | 45,15° N, 51,91° O | 12 km       |      |
| F         | 46,19° N, 56,58° O | 9 km        |      |
| K         | 43,49° N, 50,82° O | 6 km        |      |
| M         | 46,03° N, 51,16° O | 16 km       |      |

Der Krater wurde 1935 von der IAU nach dem britischen Astronomen und Kleriker Temple Chevallier offiziell benannt.